# مايكل جون كينيدي
مايكل جون كينيدي (23 مارس 1937-25 يناير 2016) محامي دفاع جنائي أمريكي، وخبير في القانون الدستوري للولايات المتحدة، ومدافع عن الحقوق المدنية، إذ دافع عن قضايا الاتحاد الأمريكي للحريات المدنية، ومركز الحقوق الدستورية، واللجنة الوطنية للحريات المدنية في حالات الطوارئ، وفي ممارسته الخاصة. نظر كينيدي في قضايا في 36 ولاية، وهو عضو في نقابة المحامين الوطنية ونقابة محامين الدولة في كاليفورنيا ونيويورك.
عمل كينيدي محاميًا لأكثر من 50 عامًا، وعُرف بكونه خبيرًا استراتيجيًا قانونيًا استثنائيًا و «مدافعًا ثابتًا عن المستضعف والتعديل الأول». كان كينيدي، المتخصص في التقاضي المدني والجنائي والمفاوضات المعقدة، مدرسًا ضيفًا للترافع في المحاكمات في كلية الحقوق بجامعة تكساس في أوستن، وكلية بنجامين إن. كاردوزو للقانون في مدينة نيويورك.
من بين عملائه هيوي بيرسي نيوتن، المؤسس المشارك لحزب الفهود السود، وبرناردين دورن من منظمة الطقس تحت الأرض، وسيزار تشافيز، المؤسس المشارك لاتحاد عمال المزارع، المدافع الرائد عن استخدام تيموثي ليري لثنائي إيثيل أميد حمض الليسرجيك، وأعضاء الجيش الجمهوري الأيرلندي، والسبعة من المجتمع الهسباني؛ وبابلو جوزمان من منظمة اللوردات الشباب. في حين دافع موظفو كينيدي في اللجنة الوطنية للحريات المدنية في حالات الطوارئ عن أعضاء فورت هود 43 والراحل ستانلي نبتون، وهو عضو في بينوبسكوت ومتظاهر في وندد ني.
حصل كينيدي على العفو عن جان هاريس في عام 1993. مثّل رئيس المافيا الصقلية السابق غايتانو بادالامنت في قضية تهريب المخدرات في بيتزا كونيكشن، وإيفانا ترامب في طلاقها المثير للجدل مع دونالد ترامب.

## حياته المهنية
بعد كلية الحقوق، انضم كينيدي إلى شركة محاماة خاصة وبدأ حياته المهنية كمحامي دفاع في العديد من قضايا الحقوق المدنية المعروفة في البلاد دون مقابل مادي.

### الوقت في الجيش الأمريكي
في عام 1964 كان كينيدي ملازمًا أولًا في جيش الولايات المتحدة، وغالبًا ما تعرض للتأديب بسبب إلقائه خطابات مناهضة للحرب أثناء ارتدائه للزي العسكري. في عشاء للضباط، التقى كينيدي بإليانورا، المرأة التي أصبحت شريكة حياته. بمجرد عودته إلى الحياة الخاصة، ركزت ممارسة كينيدي القانونية على تمثيل مقاومي التجنيد، والمستنكفين ضميريًا، وكذلك الأشخاص المهمشين، والمجموعات الممثلة تمثيلًا ناقصًا والتي تسعى إلى العدالة الاجتماعية.

### عمله القانوني
كان تخصص كينيدي هو إجراء المحاكمة أمام هيئة المحلفين مع التركيز على الدفاعات الدستورية، بما في ذلك حقوق الإنسان والحقوق المدنية. في نطاق التعديل الأول، نظر إليه باعتباره سلطة مختصة بقوانين الدفاع عن التشهير والاحتيال الضريبي. كان كينيدي أحد السلطات الرائدة في البلاد في قانون البحث والمصادرة وفي مجال حقوق الخصوصية الناشئة عن التعديلين الرابع والتاسع. نظر أيضًا في العديد من القضايا التي تنطوي على قضايا دستورية أثارتها بنود الإجراءات القانونية الدستورية والتعديل السادس بشأن قضايا المحاكمة العادلة والحق في الاستعانة بمحام. تقاضى العديد من القضايا الدستورية من خلال أمر الإحضار.
عمل كينيدي بعد قبوله في المحكمة العليا للولايات المتحدة، ومحكمة الاستئناف للدوائر الأولى، والثانية، والثالثة، والرابعة، والخامسة، والتاسعة، ودائرة مقاطعة كولومبيا. عمل أيضًا في عدد من محاكم المقاطعات بالولايات المتحدة.
وضع كينيدي، وزميله مايكل تيغار، العديد من البرامج الاستفزازية لقسم التقاضي في نقابة المحامين الأمريكية، من بينها: قضية عقوبة الإعدام في سجن الكاتراز الفيدرالي، والتحكيم الإسرائيلي/الفلسطيني الوهمي حول السيادة وحقوق الإنسان في غزة والضفة الغربية، والمحكمة الدولية التي حظيت بشهرة كبيرة والتي تحقق في جرائم الحرب في البوسنة.

## قضايا الحقوق المدنية البارزة والعملاء
لعب مايكل كينيدي دورًا مركزيًا في الاحتجاجات على مستوى البلاد ضد تورط الولايات المتحدة في حرب فيتنام. ظهر جيل جديد من المحامين الراديكاليين على الساحة القانونية، من بينهم: كينيدي ومعاصرين آخرين مثل تشارلز غاري، ومايكل تيغار، وويليام كونستلر، ومايكل راتنر، وليونارد بودين، ومايكل ستاندرد، وفيكتور رابينوتز، وتشارلز نيسون الذين عملوا مجانًا. انتقل كينيدي إلى نيويورك في أواخر ستينيات القرن العشرين لتولي منصب مستشار الموظفين في اللجنة الوطنية للحريات المدنية للطوارئ، والتي كانت تُعرف حتى عام 1968 باسم لجنة الحريات المدنية في حالات الطوارئ.

### ستينيات القرن العشرين

#### عمال المزارع المتحدون وسيزار تشافيز
من خلال العمل نيابة عن اللجنة الوطنية للحريات المدنية في حالات الطوارئ، مثّل كينيدي الزعيم العمالي سيزار تشافيز، الذي شارك مع دولوريس هويرتا في تأسيس جمعية عمال المزارع الوطنية في الغالب اللاتيني، والتي أعيدت تسميتها لاحقًا باسم عمال المزارع المتحدين. دافع كينيدي عن تشافيز وعمال المزارع المهاجرين في احتجاجهم على الإيجارات الباهظة وظروف المعيشة المتدنية. بعد ذلك بوقت قصير، شارك كينيدي في إضراب عام 1965 الناجح ضد شركة غريت أتلانتيك آند باسفك تي لبيع العنب والخس غير المرخصة. أدت المقاطعة التي استمرت خمس سنوات، والتي أصبحت تعرف باسم إضراب عنب ديلانو، إلى مقاطعة دولية للعنب. أدى الإضراب، الذي نظمته لجنة تنظيم العمال الزراعيين ذات الأغلبية الفلبينية المنتسبة إلى الاتحاد الأمريكي للعمل وكونغرس المنظمات الصناعية، إلى إنشاء اتحاد عمال المزارع الأمريكية، وهو أول نقابة تمثل عمال المزارع في الولايات المتحدة.

#### فورت هود 43
صدرت أوامر لمجموعة من الجنود الأمريكيين من أصل أفريقي ممن عادوا مؤخرًا من فيتنام بالخدمة في مهمة مكافحة الشغب في المؤتمر الوطني الديمقراطي لعام 1968 في شيكاغو، إلينوي، حيث كانت الاحتجاجات متوقعة ردًا على اغتيال مارتن لوثر كينغ الابن. رفض الجنود الخدمة، وحوكموا عسكريًا. نجح كينيدي في تمثيل المجموعة، التي أصبحت تُعرف باسم فورت هود 43. أصبح أحد عملاء كينيدي، الرقيب المقلد بأوسمة روبرت دي. روكر، فيما بعد محاميًا، ثم أصبح ثاني أمريكي من أصل أفريقي يعمل كقاضي في محكمة إلينوي العليا وأول أمريكي من أصل أفريقي يعمل في محكمة استئناف إنديانا.

#### الاتفاقية الديمقراطية لعام 1968 وشيكاغو سيفن
اتُهم شيكاغو سيفن بالتآمر للتحريض على أعمال شغب في المؤتمر الوطني للحزب الديمقراطي لعام 1968. أثناء الدفاع عن ريني ديفيس، سجن القاضي يوليوس هوفمان كينيدي وثلاثة محامين آخرين، جيرالد بي. ليفكورت، ومايكل تيغار، ودينيس روبرتس لفترة وجيزة بتهمة ازدراء المحكمة. دُعي المحامي وليام كونستلر، كان في ذلك الوقت مع مركز الحقوق الدستورية، إلى المثول أمام القضاء بتهمة الازدراء على الرغم من إلغاء جميع الإدانات بالإجماع من قبل الدائرة السابعة. احتج نحو ثلاثين محاميًا في سان فرانسيسكو على قرار هوفمان العقابي بحرق بطاقاتهم النقابية على درجات المبنى الفيدرالي. بحلول نهاية المحاكمة التي استمرت خمسة أشهر، والتي أشارت إليها صحيفة واشنطن بوست على أنها واحدة من «أكثر الجلسات غرابة في قاعة المحكمة في تاريخ الولايات المتحدة»، أصدر القاضي هوفمان أكثر من 200 استشهاد بتهمة ازدراء المحكمة ضد المتهمين ومحاميهم. جرت تبرئة جميع المتهمين السبعة -آبي هوفمان، وجيري روبين، وديفيد ديلينغر، وتوم هايدن، وريني ديفيس، وجون فروينز، ولي وينر- من تهم التآمر لإحداث أعمال الشغب، على الرغم من إدانتهم بنية أعمال الشغب.